# 絕育
絕育手術指以手術方式使動物不再具有生殖能力，但並不完全等同結紮手術。
一般在人類上，單純為求避孕而進行預防性的絕育手術為結紮手術（输精管结扎术及输卵管结扎术）。好處是在希望能懷孕時，或是到了規劃要懷孕的時間時，可以用輸精管復通術和輸卵管復通術來達到目的。
而另一種預防式的絕育手術為子宮卵巢摘除術及睪丸摘除術。此方式為不可逆手術，一旦進行了便不可能再次回復懷孕的可能性。因此除非是腫瘤等問題，一般人類不太會選擇此方式進行絕育手術。通常是動物進行較多，較常見的為犬、貓等伴侶動物。